# Rajd Festiwalowy 1991
Rajd Festiwalowy 1991 – 22. edycja Rajdu Festiwalowego. Był to rajd samochodowy rozgrywany od 6 do 7 lipca 1991 roku. Była to czwarta runda Rajdowych Samochodowych Mistrzostw Polski w roku 1991. Planowo rajd miał składać się z piętnastu odcinków specjalnych, ale przerwano go po dziewiątym OS-ie, po śmiertelnym wypadku na pierwszym OS-ie. Kierowca samochodu Suzuki Swift GTi Dariusz Wirkijowski nie opanował auta i wyniku wypadku śmierć w szczątkach rozbitego samochodu poniósł jego pilot Dariusz Wirkijowski. 

## Wyniki końcowe rajdu[2]
| Miejsce | Kierowca            | Pilot                | Samochód                | Czas    | Strata  | Grupa Klasa |
| ------- | ------------------- | -------------------- | ----------------------- | ------- | ------- | ----------- |
| 1       | Marian Bublewicz    | Ryszard Żyszkowski   | Ford Sierra RS Cosworth | 45:29.9 | -       | A-13        |
| 2       | Marek Gieruszczak   | Maciej Maciejewski   | Toyota Celica GT4       | 46:52.6 | +1:22.7 | A-13        |
| 3       | Romuald Chałas      | Janusz Siniarski     | Mazda 323 4WD           | 47:48.9 | +2:19.0 | A-13        |
| 4       | Wiesław Stec        | Artur Skorupa        | Opel Manta 2.0 E        | 48:54.0 | +3:24.1 | A-13        |
| 5       | Saulius Girdauskas  | Žilvinas Sakalauskas | Łada Samara             | 49:13.9 | +3:44.0 | A-12        |
| 6       | Marek Sadowski      | Grzegorz Gac         | Mazda 323 4WD           | 49:43.2 | +4:13.3 | N-04        |
| 7       | Robert Gryczyński   | Klaudiusz Rak        | Mazda 323 4WD           | 49:45.9 | +4:16.0 | N-04        |
| 8       | Sławomir Szaflicki  | Andrzej Górski       | Mazda 323 GTX           | 50:11.9 | +4:42.0 | A-13        |
| 9       | Vytautas Sabotaitis | Arūnas Bukmanas      | Łada Samara             | 50:42.4 | +5:12.5 | A-12        |
| 10      | Robert Herba        | Jakub Mroczkowski    | Opel Kadett GSI 16V     | 50:55.1 | +5:25.2 | N-03        |